# Taijin kyofusho
Taijin kyofusho (jap. 対人恐怖症 taijin kyōfushō lub TKS od ang. taijin kyofusho symptoms) – japońska choroba przypominająca zachodnią fobię społeczną, objawiająca się lękiem przed związkami z innymi ludźmi lub przed znalezieniem się w sytuacjach towarzyskich. Chory na TKS obawia się, że swoją niezdarnością, przykrym zapachem czy innym wyobrażonym defektem fizycznym urazi lub zrani innych. W leczeniu stosuje się milnacipran, którego skuteczność wykazano w leczeniu fobii społecznej.